# Heather Maloney
Heather Maloney est une auteure-compositrice-interprète américaine. En 2009, elle auto-produit son premier album Razor's Edge. Elle publie plus tard l'album Time & Pocket Change, en 2011. En 2012, elle signe au label Signature Sounds Recordings (en), basé à Northampton. Avec ce dernier, elle sort Heather Maloney en 2013, Woodstock en 2014, et Making Me Break en 2015.

## Biographie
Maloney grandit à Hamburg, dans le New Jersey.
Elle fait des études de chant lyrique classique, d'improvisation vocale, et de solfège.
De 2006 à 2009, Maloney fait une retraite méditative dans le Massachusetts, faisant vœu de silence à plusieurs reprises. Selon Maloney, le silence l'a aidée à découvrir la création musicale ; elle écrit ses premières chansons alors qu'elle est au centre de retraite méditative bouddhiste, où elle a un emploi dans la restauration végétarienne,.
En 2012, elle signe au label Signature Sounds Recording, basé à Northampton. Avec ce dernier, elle sort Heather Maloney en 2013, apprécié par la critique.
En 2014, elle sort un EP en collaboration avec le quatuor Darlingside, originaire de boston, intitulé Woodstock. Elle y interprète une reprise du titre homonyme de Joni Mitchell. Après la sortie du disque, ils entreprennent ensemble une tournée nationale.
Après Woodstock, elle travaille avec le producteur Bill Reynolds (en) pour l'album Making Me Break, publié en 2015. Des membres de My Morning Jacket et de The Wallflowers collaborent avec elle pour l'occasion.

## Discographie
- 2009 : Razor's Edge
- 2011 : Time & Pocket Change
- 2013 : Heather Maloney
- 2014 : Woodstock
- 2015 : Making Me Break
- 2018 :  Just Enough Sun